# Motaga himalensis
Motaga himalensis är en insektsart som beskrevs av Thapa 1989. Motaga himalensis ingår i släktet Motaga och familjen dvärgstritar.
Artens utbredningsområde är Nepal. Inga underarter finns listade i Catalogue of Life.